# Пшидаткі-Ґолашевські
Пшидаткі-Ґолашевські (пол. Przydatki Gołaszewskie) — село в Польщі, у гміні Коваль Влоцлавського повіту Куявсько-Поморського воєводства.
Населення — 255 осіб (2011).
У 1975-1998 роках село належало до Влоцлавського воєводства.

## Демографія
Демографічна структура станом на 31 березня 2011 року:
|          | Загалом | Допрацездатний вік | Працездатний вік | Постпрацездатний вік |
| -------- | ------- | ------------------ | ---------------- | -------------------- |
| Чоловіки | 128     | 34                 | 84               | 10                   |
| Жінки    | 127     | 27                 | 75               | 25                   |
| Разом    | 255     | 61                 | 159              | 35                   |